# Empfängerempfindlichkeit
Mit dem Begriff Empfängerempfindlichkeit wird die Empfindlichkeit eines Empfängers charakterisiert. Ausdruck der Empfängerempfindlichkeit ist eine Signalgröße, die der Empfänger „gerade noch so“ empfangen kann. Die Angabe von Zahlenwerten ist als lineare oder logarithmische Empfangsleistung oder seltener bei bekannter Eingangsimpedanz als Spannung im Mikrovoltbereich möglich. Um subjektive Verfälschungen bei der Messung von Empfängerempfindlichkeiten zu vermeiden, werden für die Signalbeschreibung („gerade noch so zu empfangen“) feste Rahmenbedingungen definiert.

## MDS-Echo

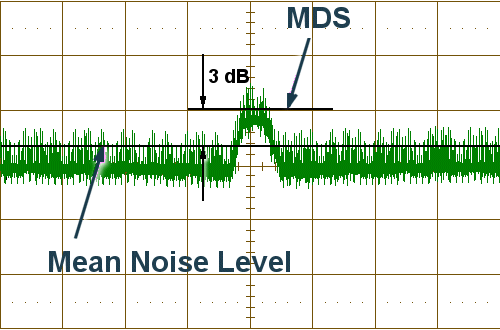
Signalgröße zur Messung des MDS

Diese Abkürzung MDS bezeichnet eine kleinstmögliche Empfangsleistung bei Empfängern in Radargeräten. Die englischsprachige Langform dieser Abkürzung ist allerdings mehrdeutig.

### Minimum Detectable Signal (MDS)
Der Begriff Minimum Detectable Signal wird benutzt, um eine minimal mögliche Empfangsleistung für eine automatische Zielerkennung zu bestimmen.
Dieser Wert wird meist am ZF-Verstärkerausgang gemessen und ist die Angabe der Leistung am Empfängereingang, wenn das gemessene Signal 3 dB über dem mittleren Pegel des Grundrauschens liegt. Er wird meist in dBm angegeben und liegt bei guten Radarempfängern in der Größenordnung −100 dBm … −110 dBm.

#### Beispiel
Eine Zahl aus der Praxis: bei einer Eingangsimpedanz von 50 Ω wurde bei der P-12 eine Empfängerempfindlichkeit von 4 µV vorgegeben, die bei einem Signal/Rausch-Verhältnis von 4 zu 1 messbar war. Nicht selten wurden sogar Werte von etwa 2,2 µV erreicht.

### Minimum Discernable Signal (MDS)
Der Begriff Minimum Discernable Signal wird dann benutzt, wenn das Signal durch einen Bediener aus dem Rauschen noch erkannt werden soll. Dieser Wert wird meist auf einem Sichtgerät bestimmt und ist die Angabe der Leistung am Empfängereingang, wenn das Signal gerade so noch auf dem Sichtgerät erkennbar ist. Das Signal muss dann sogar kleiner als der mittlere Rauschpegel sein, weil die unterschiedliche Impulsdauer der Rauschspitzen zum Messsignal eine Erkennbarkeit bei kleinerer Amplitude als die Rauschspitzen ermöglicht. Der Wert wird meist in dBm angegeben und erreicht bei guten Radarempfängern Werte von −110 dBm … −120 dBm. Gerade dieser Wert wird aber bei der Messung oft subjektiv verfälscht.

#### Beispiel
Eine Zahl aus der Praxis: bei der ASR-910 muss die Empfängerempfindlichkeit mindestens −110 dBm betragen.

## Minimum Visible Signal (MVS)
Eine vom Bediener abhängige Interpretation liegt auch bei dem seltener verwendeten Begriffen Minimum Visible Signal (MVS) und Tangentialempfindlichkeit vor. Hier wird das empfangene Nutzsignal nicht nur mit dem Rauschen, sondern auch mit anderen störenden Signalen wie z. B. Festzielechos verglichen, die aber oft in ihrer Stärke variieren und somit keinen konstanten Anhalt ergeben.